# シンドラーのリスト
『シンドラーのリスト』（英: Schindler's List）は、スティーヴン・スピルバーグ監督・製作、スティーヴン・ザイリアン脚本、1993年のアメリカの歴史映画。原作はオーストラリアの小説家トーマス・キニーリーによる1982年の小説『シンドラーズ・リスト 1200人のユダヤ人を救ったドイツ人』。日本での公開は1994年2月。配給はUIP。
第二次世界大戦時にドイツによるユダヤ人の組織的大量虐殺（ホロコースト）が東欧のドイツ占領地で進む中、ドイツ人実業家オスカー・シンドラーが1100人以上ものポーランド系ユダヤ人を自身が経営する軍需工場に必要な生産力だという名目で絶滅収容所送りを阻止し、その命を救った実話を描く。ホロコーストに関する映画の代表的作品として知られる。
スティーヴン・ジェイ・シュナイダーの『死ぬまでに観たい映画1001本』に掲載されている。

## ストーリー
1939年9月、ドイツ軍によりポーランドが占領され、ポーランドの都市クラクフもドイツ軍の占領下に置かれた。ユダヤ人を激しく蔑視するナチス党政権下のドイツ軍はクラクフ在住のユダヤ人に移住を強制し、彼らをクラクフ・ゲットーの中へ追放していた。
そんな中、ナチス党の党員でもあるドイツ人実業家オスカー・シンドラー（リーアム・ニーソン）が、クラクフの町へやってきた。彼は戦争を利用してひと儲けすることを目論み、潰れた工場を買い取って琺瑯（ホーロー）容器工場を開設。有能なユダヤ人会計士イザック・シュターン（ベン・キングズレー）に工場の経営を任せ、「安価な労働力」としてタダ同然で雇えるゲットーのユダヤ人を雇い入れ、また持ち前の社交性でSSの将校に取り入って自らの事業を拡大させていった。彼には、プレイボーイ的な享楽的な成功しか関心がなかった。妻帯者にも関わらず、妻に気を配るでもなく次々に魅力的な愛人女性を抱き、美食美酒に興じる。常に仕立ての良いスーツを身にまとった彼はユダヤ人を単なる成功のための便宜的な労働力、手段と見做していた。ユダヤ人に何の関心も無かった。
しかし、冷酷なSS将校アーモン・ゲート少尉（レイフ・ファインズ）がクラクフ・プワシュフ強制収容所の所長としてクラクフに赴任して来る。ゲートとその部下のSS隊員は、ゲットーや収容所でユダヤ人を次々と殺戮し蹂躙していく。シュターンを初め、シンドラーの工場で働くユダヤ人たちにも危機が迫る中、金儲けにしか関心がなかったシンドラーの心境に徐々に変化が生じていく。当初ゲート少尉の親密な友人であり、飲み友達であったシンドラーも、徐々にゲートの振る舞いについていけなくなる。当初は微かな抵抗に過ぎなかったが、個々のユダヤ人の救出に密かに乗り出す。ついにはユダヤ人に絶望的な絶滅、死の恐怖が刻々と迫る中、彼はあるリストの作成を決意する。傍らには妻がいた。

## キャスト
※括弧内は日本語吹替声優（数名の役は拘りのあったスピルバーグ本人により選定された。）
- オスカー・シンドラー - リーアム・ニーソン（堀勝之祐）
- イザック・シュターン - ベン・キングズレー（上田敏也）
- アーモン・ゲート - レイフ・ファインズ（田中秀幸）
- エミリエ・シンドラー - キャロライン・グッドール（弘中くみ子）
- ポルデク・ペファーベルグ - ジョナサン・セガール（梅津秀行）
- ヘレン・ヒルシュ - エンベス・デイヴィッツ（佐久間レイ）
- マルセル・ゴルトベルク - マーク・イヴァニール
- ユリアン・シェルナー - アンジェイ・セヴェリン（糸博）
- ミラ・ペファーベルグ - アディ・ニトゥザン（田中敦子）
- カジャ・ドレスナー - ミリー・ファビアン（巴菁子）
- ダンカ・ドレスナー - アンナ・ミュシャ
- メナーシャ・レヴァルトー（ラビ） - エズラ・ダガン（伊井篤史）
- 赤い服の少女 - オリヴィア・ダブロウスカ

## スタッフ
- 製作：キャスリーン・ケネディ
- 監督：スティーヴン・スピルバーグ
- 原作：トーマス・キニーリー
- 脚本：スティーヴン・ザイリアン
- 音楽：ジョン・ウィリアムズ
- ヴァイオリン・ソロ：イツァーク・パールマン
- 撮影監督：ヤヌス・カミンスキー
- 視覚効果：インダストリアル・ライト&マジック
- 編集：マイケル・カーン

日本語版
- 演出：山田悦司
- 翻訳：筒井愛子
- 調整：竹内朋子
- 制作：ビデオテック

## 製作
監督候補にはビリー・ワイルダー、マーティン・スコセッシ、ロマン・ポランスキーなどが挙がっていた。結局ユニバーサル側が提示した「『ジュラシック・パーク』の監督もやる」条件を受け入れスピルバーグが監督となった。1982年に原作の映画化権を手に入れたスピルバーグは、その後10年近く構想を練り企画を温めた後、この映画の制作に着手したという（スピルバーグ自身もユダヤ系アメリカ人である）
。なお、スピルバーグは「血に染まった金は貰えない」として、監督料の受け取りを拒否している。
冒頭シーンとラストシーンを除けば、ほぼ全編に渡りモノクロ作品である。これはスティーヴン・スピルバーグ監督の「戦争を記録したフィルムはモノクロだからその方が説得力があるだろう」という考えによるものである。ただし、パートカラーが採用され、赤い服の女の子（シンドラーに心理的影響を与える）、蝋燭の赤い炎などが登場する。赤い服の女の子のシーンだが、このシーンでシンドラーは「何故あんな目立つ格好をしているのか？ドイツ兵も何故すぐに捕らえないのか？」という疑問を抱いているが、この時点ではホロコーストの事実は既に日常的なものとなっており、女の子の服の色ほど明らかなことだったためとスピルバーグは語っている。それまで濃い色調がメインという点を除けば特有の映像スタイルを持たず様々な撮影監督と映画を作って来たスピルバーグだが、本作以降ポーランド出身のヤヌス・カミンスキーとの連携によって作品のルックスが劇的な変貌を遂げた（本作では手持ちカメラを用いてドキュメンタリー風の撮影法を多用）。
『ジュラシック・パーク』の制作費6300万ドルに対し、本作は2500万ドルと潤沢とは言い難い額であった。小道具や古着が現地調達され出演料の高いスターは起用されず、出演者の多くも現地でキャスティングされた。撮影カメラもパナビジョンに比べレンタル料の安いアリフレックスが使われ、基本的に撮り直しをしない方針で進められたが、完成版は3時間15分とスピルバーグ監督作品では最長の尺となった。
『ジュラシック・パーク』などと同様ライブアクションのパートはスタンダード・サイズで撮影されており、テレビ放映やテレビサイズのビデオ化では3:4の画面に合わせビスタビジョンサイズで撮影された視覚効果による場面で画面の左右両端がカット。劇場やワイド版ビデオではライブアクションパートで上下をカットして横長の画面を得ている。
本作では連日悲惨な場面の撮影が続き、気が滅入ったスピルバーグは『フック』に出演したロビン・ウィリアムズに電話を掛け笑わせてもらったという。

### オスカー・シンドラー
脚本家曰く、シンドラーは善と悪を持ち合わせた男で、それゆえに葛藤するということがテーマであるという。作中のオスカー・シンドラーの人物像は元・タイム・ワーナーの会長スティーブ・ロスをモデルにしている。撮影当時、既にロスは他界していたが、スピルバーグは彼を「自分の人生で出会った中で最も優しい心を持った人物」であったと語っている。エンドロールにも「スティーブ・ロスに捧げる」と表記されている。ワーナー・ブラザース#スティーブ・ロスの時代参照。

### 撮影場所
ユダヤ人の女性たちが貨車に乗せられアウシュヴィッツ強制収容所に到着する場面は、実際に同地で撮影が行なわれた。といっても、それまでのホロコーストを描いた映画同様敷地内での撮影許可は取れず、収容所の中から汽車を走らせ到着したように見せるため、門の外側にセットが組まれた。ちなみに、スピルバーグが収容所敷地内にビデオカメラを持ち込んだところ、まったく作動せず撮影できなかったという話が伝えられている。ドキュメンタリー以外でアウシュヴィッツ内の撮影許可が下りたのは、『白い巨塔』が最初である。

### 史実・原作との違い
- 映画ではシンドラーがシュターンを貨車から救い出すシーンがあるが、実際に救い出されたのはシンドラーの会社の事務主任アブラハム・バンキールである。また、その際に親衛隊員が「クンダー軍曹」と名乗っているが、襟の階級章は上級軍曹なので「クンダー上級軍曹」が正しい。
- 映画のクレジットではシンドラーが1958年に「諸国民の中の正義の人」に名を連ねて顕彰されたとしているが、実際は1967年に顕彰された。イスラエルのヤド・ヴァシェム・ホロコースト記念館が実際にシンドラーの名を登録したのは、本作が発表された1993年である[6]。
- 終盤でシンドラーがユダヤ人達に指輪を送られ涙するシーンは原作小説には登場しない。
- アーモン・ゲート所長が、収容所内の住居バルコニーから囚人を狙撃するシーンがあるが、実際には住居は収容所より低い位置にあり、バルコニーからの狙撃は不可能である。しかし、原作では「キャンプの外周の反対側の端に、彼のためのより良い場所を改装していた」となっており、そこから狙撃していたということのようである。

### 音楽
- サウンドトラック（1993年）

音楽担当のジョン・ウィリアムズは、フィルムを観て自分には荷が重すぎると感じ、スピルバーグに「この作品には自分よりもっと適任の作曲者がいると思う」と進言したが「知ってますよ、でもその人たちはみんなすでに故人なんです」と返された。彼はこの作品でアカデミー作曲賞、英国アカデミー賞 作曲賞を受賞した。
メインテーマなどの主要なヴァイオリンソロは、ユダヤ人であり、20世紀における最も偉大なヴァイオリニストの一人と評価されるイツァーク・パールマンが演奏した。
序盤、シンドラーが身支度をするシーンと、妻・エミーリェと会食するシーンで「自殺の聖歌」と称される暗い日曜日が流れる。序盤のものはヴァイオリンをベースに哀愁ただようメロディとなっている。中盤のものはソロヴォーカル付き。いずれも原曲のように陰鬱な雰囲気はない。
前年の『セント・オブ・ウーマン/夢の香り』に続いてカルロス・ガルデル作曲のタンゴ「ポル・ウナ・カベーサ」が流れる。翌年公開の『トゥルーライズ』でも使われている。

## 評価
第66回アカデミー賞では12部門にノミネート、そのうち作品賞、監督賞、脚色賞、撮影賞、編集賞、美術賞、作曲賞の7部門で受賞した。スティーヴン・スピルバーグは、それまでも「優れた娯楽映画をつくる映画監督」として映画界からも大衆からも高く評価されていたが、それまで手掛けた『太陽の帝国』や『カラーパープル』など深刻なテーマの作品は評価されず、本作において念願のアカデミー最優秀作品賞・監督賞受賞を果たした。
1998年にAFIが選出したアメリカ映画ベスト100では9位に、2006年に選出した感動の映画ベスト100では3位に、2007年に選出したアメリカ映画ベスト100（10周年エディション）では8位にランクインしている。
『シカゴ・サンタイムズ』の評論家ロジャー・イーバートは本作を絶賛しており、1993年の年間ベスト1位に選んでおり、「生存者にとってこれほど名誉であり記憶に残るプロジェクトは、ジャン＝リュック・ゴダールや他の監督でもスピルバーグ以上には成功させなかっただろう」と語っている。『The New York Review of Books』のジョン・グロスは「傑出した成功作だ」と評価している。ビリー・ワイルダー、ロマン・ポランスキーなどの映画監督からも高い支持を受けている。
また、スタンリー・キューブリックは本作が成功したことで、自身が企画していたホロコーストの映画を諦めたという。
アカデミー賞を受賞するなどの高い評価を受けている一方、『SHOAH ショア』を監督したクロード・ランズマンは、「出来事を伝説化するものである」として舌鋒鋭く批判している。

## 備考
- 印象的な赤い服の少女を演じたオリヴィア・ダブロウスカは、本作への出演の経験から2022年ロシアのウクライナ侵攻でウクライナ側のボランティアに参加した。一方、赤い服の少女を模した衣装を着て2013年-2014年のソチ五輪で｢シンドラーのリスト｣の楽曲を使ったフィギュアスケート選手のユリア・リプニツカヤは、夫のウラジスラフ・タラセンコがウクライナ侵攻に徴兵されロシア側として侵攻に参加した。結果、赤い服の少女にゆかりのある二人がロシアのウクライナ侵攻にそれぞれ関わることとなった。
- 冒頭シーンでウエイター役で登場するプロデューサーの一人ブランコ・ラスティグは自身もアウシュヴィッツに収容されたユダヤ人の生き残りである。過去『ソフィーの選択』、『SHOAH ショア』などホロコーストを扱った映画を制作した。
- ユダヤ人たちが貨車に乗って移動する一連の場面には（スピルバーグが崇拝している）デヴィッド・リーン監督の『ドクトル・ジバゴ』に酷似したカットが幾つも含まれている。
- ラストシーンでは、作中に登場し制作当時存命だった実在の人物が、自身を演じた俳優と共に登場する。イザック・シュターンは1969年に没しているが、彼を演じたベン・キングズレーはシュターン夫人をエスコートして登場する。ただし、作中に夫人は登場しない。
- 2009年4月6日 ユダヤ人801人の氏名を記したリストの実物のコピーが、豪シドニー（Sydney）の図書館から偶然発見されたことが明らかにされた[10]。
- 日本で「金曜ロードショー」として放送された際には3時間スペシャルとして放送されていた。

## 関連書籍
原作
- トマス・キニーリー 著／幾野宏 訳『シンドラーズ・リスト 1200人のユダヤ人を救ったドイツ人』（新潮文庫、1989年） ISBN 4-10-227701-3

楽譜
- 『映画「シンドラーのリスト」』（ドレミ楽譜出版社、1994年） ISBN 4-8108-1452-1